# Berdytjiv
Berdytjiv (ukrainska: Бердичів lyssna (fil), ryska: Бердичев: Berditjev, polska: Berdyczów) är en stad i Zjytomyr oblast i norra Ukraina. Staden ligger cirka 41 kilometer söder om Zjytomyr. Berdytjiv beräknades ha 73 046 invånare i januari 2022.

## Historia
Under andra världskriget föll mellan 20 000 och 30 000 judar i Berdytjiv offer för nazistiska Einsatzgruppen.

## Orgel
I Pingstförsamlingen i Berdytjiv finns sedan 2019 en av få piporglar i Ukraina; orgeln från Grönlunds Orgelbyggeri är en gåva från Hörnefors församling och stod tidigare i Rosornas kyrka. Gåvan förmedlades av Överhörnäs pingstförsamling och Ukrainahjälpen Filippus från Örnsköldsvik.